# Kevin Overland
Kevin Clifford James Overland (Kitchener, 8 de junio de 1974) es un deportista canadiense que compitió en patinaje de velocidad sobre hielo. Participó en los Juegos Olímpicos de Nagano 1998, obteniendo una medalla de bronce en la prueba de 500 m.

## Palmarés internacional
| Juegos Olímpicos | Juegos Olímpicos | Juegos Olímpicos  | Juegos Olímpicos |
| Año              | Lugar            | Medalla           | Prueba           |
| ---------------- | ---------------- | ----------------- | ---------------- |
| 1998             | Nagano (Japón)   | Medalla de bronce | 500 m            |